# SuRie
Сюзанна Мари Корк (англ. Susanna Marie Cork, более известна как SuRie; род. 18 февраля 1989, Харлоу, Эссекс, Англия) — британская певица. Представительница Великобритании на конкурсе Евровидение 2018 с песней «Storm».

## Биография
Родилась 18 февраля 1989 года в Харлоу, Эссекс, Англия. Отец — Эндрю Корк, мать — Джулия Корк (в девичестве Корнберг). Сюзанна училась в колледже на Хиллс-роуд, а затем окончила Королевскую академию музыки.
Выступала на конкурсе «Евровидение 2015» в качестве бэк-вокалистки у Лоика Нотте.
В 2016 году выпустила дебютный альбом «Something Beginning With …».
7 февраля 2018 года выиграла национальный отбор на «Евровидение 2018», где представляла страну с песней «Storm».
В 2019 году выпустила второй студийный альбом «Dozen».

## Дискография

### Альбомы
- Something Beginning With … (2016)
- Dozen (2019)

### Мини-альбомы
- SuRie (2016)
- Out of Universe (2016)
- Rye (2020)

### Синглы
| Название                                             | Год  | Наивысшая позиция в чарте | Наивысшая позиция в чарте | Альбом            |
| Название                                             | Год  | UK                        | FRA                       | Альбом            |
| ---------------------------------------------------- | ---- | ------------------------- | ------------------------- | ----------------- |
| «Lover, You Should’ve Come Over»                     | 2017 | —                         | —                         | неальбомный сингл |
| «Storm»                                              | 2018 | 50                        | 103                       | неальбомный сингл |
| «Taking It Over»                                     | 2018 | —                         | —                         | неальбомный сингл |
| «Only You and I»                                     | 2019 | —                         | —                         | неальбомный сингл |
| «—» сингл не был издан в стране или не попал в чарт. |      |                           |                           |                   |